# Caracastapaculo

Verbreitungsgebiet (grün) des Caracastapaculos

Der Caracastapaculo (Scytalopus caracae) zählt innerhalb der Familie der Bürzelstelzer (Rhinocryptidae) zur Gattung Scytalopus.
Früher wurde die Art als Unterart (Ssp.) des Hellkehltapaculos (Scytalopus latebricola) angesehen und als Scytalopus latebricola caracae bezeichnet, unterscheidet sich aber durch die Lautgebung.
Die Art ist in Venezuela endemisch von Aragua bis Miranda und Sucre.
Das Verbreitungsgebiet umfasst Unterholz im tropischen oder subtropischen feuchten Bergwald, Waldrändern und baumbestandene Flächen zwischen 1200 und 2400 m Höhe, wo die Art der einzige Vertreter seiner Gattung ist. Sie bevorzugt anscheinend nicht Bambus.
Das Artepitheton bezieht sich auf die Hauptstadt Venezuelas, Caracas.

## Merkmale
Der Vogel ist 11 bis 12 cm groß und wiegt etwa 24 g. Die Art ist grau mit braunen, dunkel gebänderten Flanken. Die Oberseite ist dunkelgrau mitunter mit einem dunkelbraunen Schimmer, die Flügel sind dunkelbraun, die inneren Steuerfedern haben dunkel gelbbraune Spitzen, der Rumpf und der Schwanz sind dunkel gelbbraun, Kehle und Brust sind blasser grau, die Unterseite gelbbraun, Flanken und Untersteiß sind gelbbraun mit angedeuteter Bänderung.
Die Art ist monotypisch.

## Stimme
Der Gesang wird als kurz und rhythmisch beschrieben.

## Lebensweise
Die Nahrung besteht aus kleinen Wirbellosen, die in Erdbodennähe allein, oder in Paaren gesucht werden.
Über die Brutzeit ist nichts Genaues bekannt.

## Gefährdungssituation
Der Bestand gilt als nicht gefährdet (Least Concern).